# Thyone strangeri
Thyone strangeri is een zeekomkommer uit de familie Phyllophoridae.
De wetenschappelijke naam van de soort werd in 1941 gepubliceerd door Elisabeth Deichmann.